# Winamplanche
Winamplanche est un hameau de Theux, dans la haute Ardenne liégeoise (Région wallonne de Belgique). Le hameau est arrosé par l'Eau Rouge appelé localement ruisseau de Winamplanche rassemblant les eaux des nombreuses sources du bois de Plein Fayi, qui se jette dans le Wayai à sa sortie de Spa.

## Histoire
Au XVIe siècle, de nombreuses forges s'y étaient établies, grâce à la présence importante de cours d'eau. Le hameau dépendait de la cour de justice de Theux, dans la terre du marquisat de Franchimont. L’église Saint-André date de 1714.

## Toponymie
Winamplanche est basé sur l'ancien français planche qui a signifié originellement « passerelle » ou « pont de bois ». Le premier élément Winam- représente l'anthroponyme germanique Wignand, composé des mots wiga « combat » et nantha « courage ». Sur la Carte de Ferraris, souvent amusante à ce propos, Winamplanche est appelé RUINE EN PLANCHE, probablement en phonétique militaire.

## Note
1. ↑  Jean-Jacques Jespers, Dictionnaire des noms de lieux en Wallonie et à Bruxelles, Editions Racine, 2005, pp. 636/650.